# Lilija Horišna
Lilija Romanivna Horišna (in ucraino Лілія Романівна Горішна?; 28 dicembre 1994) è una lottatrice ucraina, specializzata nella lotta libera.

## Palmarès
- Europei

Bucarest 2019: argento nei 53 kg.